# Henri Drell
Henri Drell (Tallinn, 25 de abril de 2000) é um jogador estoniano de basquete profissional que atualmente joga pelo Chicago Bulls da National Basketball Association (NBA) e com o Windy City Bulls da G-League.
Ele também representa a Seleção Estoniana e é o segundo jogador estoniano a jogar na NBA.

## Início da vida e carreira juvenil
Drell nasceu em Tallinn, Estônia. Ele começou a jogar basquete aos nove anos de idade. Ele se juntou a um pequeno clube na Estônia e depois se mudou para as divisões de base do BC Kalev/Cramo.
Em julho de 2016, Drell se mudou para o Brose Bamberg, na Alemanha, onde começou a jogar na Bundesliga Sub-19. Em maio de 2019, Drell levou sua equipe à medalha de prata.
Em fevereiro de 2018, Drell jogou pela equipe Sub-18 do Brose Bamberg no Adidas Next Generation Tournament (ANGT) em Munique. Ele foi selecionado para a Equipe Ideal do torneio após liderar o evento com 27 pontos, 5,8 rebotes e 2,8 assistências. Mais tarde, em junho, ele também participou do Global Camp da NBA em Treviso, Itália.

## Carreira profissional

### Audentes (2015–2016)
Em setembro de 2015, Drell se juntou à equipe de sua cidade natal, Audentes/Noortekoondis.

### Brose Bamberg (2016–2019)
Em 1º de julho de 2016, Drell assinou um contrato de seis anos com o clube alemão Brose Bamberg. Ele estreou profissionalmente pelo Brose Bamberg em 18 de março de 2019, registrando 2 pontos em uma vitória por 100-74 sobre o Eisbären Bremerhaven.
Drell principalmente jogou no Baunach Young Pikes, a equipe de desenvolvimento do Brose Bamberg, na Bundesliga ProA (2ª Divisão Alemã). Na temporada de 2018-19, as estatísticas de Drell de 13,1 pontos, 3,9 rebotes e 1,6 assistências no Baunach mostraram uma melhoria marcante em relação ao ano anterior. Em 2 de fevereiro de 2019, ele foi nomeado o Novato do Mês da ProA. Drell eventualmente terminou em segundo na votação do Jogador Jovem do Ano da ProA.
Em 19 de abril de 2019, ele se declarou para o draft da NBA de 2019. A ESPN classificou Drell em 55º entre os 100 melhores prospectos do draft, mas depois ele decidiu se retirar do draft para tentar melhorar sua posição no draft da NBA de 2020.

### Victoria Libertas Pesaro (2019–2021)
Em 19 de julho de 2019, Drell assinou com o Victoria Libertas Pesaro da Liga Italiana. Ele estreou profissionalmente pelo VL Pesaro em 22 de setembro de 2019, registrando dois pontos e três rebotes em 25 minutos em uma derrota por 72-80 contra o Fortitudo Bologna. A temporada acabou prematuramente devido à Pandemia de COVID-19.
Na sua segunda temporada com o Victoria Libertas Pesaro sob o comando do técnico Jasmin Repeša, Drell jogou 24 jogos e fez grandes melhorias ao longo da temporada, principalmente na defesa e no arremesso. Ele encerrou a temporada com um aproveitamento de 40% da linha de três pontos e 50% da linha de dois pontos. Em 12 de janeiro, Drell ajudou o VL Pesaro a se classificar para a Copa da Itália após uma seca de dez anos.
Em fevereiro de 2021, Drell teve destaque nas quartas de final da Copa da Itália e registrou sua melhor marca na carreira com 23 pontos e cinco rebotes em uma vitória na prorrogação por 115-110 sobre o Dinamo Sassari. Drell ajudou sua equipe a alcançar sua sétima final da Copa da Itália, derrotando o Happy Casa Brindisi nas semifinais, mas eventualmente perdendo para o Olimpia Milão na final, onde marcou 12 pontos e quatro rebotes em 23 minutos. Drell foi nomeado Melhor Jogador Ofensivo do torneio. Ele encerrou o torneio com médias de 12,7 pontos, 3,3 rebotes e 1 assistência, além de ter os melhores percentuais de arremesso do torneio: 63,6% da linha de dois pontos e 62,5% da linha de três pontos. Ele deixou o time em 30 de novembro de 2021.

### Windy City Bulls (2022–2023)
Em 15 de janeiro de 2022, Drell foi adquirido pelo Windy City Bulls da G-League.
Em abril de 2022, Drell fez história para o Windy City Bulls, tornando-se o décimo em bloqueios na história da franquia, apesar de jogar apenas 17,3 minutos por jogo ao longo de 29 jogos na temporada.
Depois de não ser selecionado no draft da NBA de 2022, ele assinou um contrato para jogar a Summer League com o Chicago Bulls. Drell ajudou o time da Summer League dos Bulls a terminar com 4 vitórias e 1 derrota, enquanto teve médias de 5 pontos em 14,7 minutos.
Em 12 de outubro de 2022, o Chicago Bulls assinou um contrato de 10 dias com Drell e imediatamente o dispensou no mesmo dia. Ele posteriormente assinou novamente com o Windy City Bulls e encerrou a temporada com médias de 11,6 pontos, 6 rebotes e 2,5 assistências.

### Coral Roanne Basket (2023)
Em 9 de abril de 2023, Drell retornou à Europa, assinando pelo restante da temporada com o clube francês Chorale Roanne Basket da LNB Pro A.

### Chicago Bulls / Windy City Bulls (2023–presente)
Em 12 de setembro de 2023, Drell assinou com o Chicago Bulls, mas foi dispensado em 12 de outubro. Em 2 de novembro, Drell se juntou novamente ao Windy City Bulls. Em 16 de dezembro, Drell assinou um contrato de duas vias com o Chicago. Drell fez sua estreia na NBA em 14 de março contra o Los Angeles Clippers, marcando 2 pontos e distribuindo 2 assistências. Ele se tornou o segundo jogador estoniano a jogar na NBA depois de Martin Müürsepp que jogou no Miami Heat em 1996.

## Carreira na seleção nacional
Drell competiu pela Estônia pela primeira vez no EuroBasket Sub-16 em Radom, Polônia, em 2016. Ele ajudou a equipe a evitar o rebaixamento, enquanto registrava médias de 14,1 pontos e 7,1 rebotes.
Drell jogou na Divisão B do EuroBasket Sub-18 em 2018, onde foi nomeado para o All-Star Five depois de ficar em terceiro lugar entre todos os jogadores com média de 19 pontos e ajudar sua equipe a terminar em quarto lugar.
Ele estreou pela Seleção Estoniana em 21 de fevereiro de 2019, em uma partida de qualificação para a Copa do Mundo de 2019 contra a Sérvia, marcando 4 pontos em uma vitória em casa por 71–70.
Em fevereiro de 2021, Drell marcou 12 pontos, incluindo a cesta da vitória, e pegou três rebotes em 28 minutos em uma vitória por 105–101 sobre a Itália, levando a Estônia à terceira participação no EuroBasket do século. Ele terminou a qualificação para o Eurobasket de 2022 com médias de 7,8 pontos e 2,4 rebotes em 5 jogos.
Drell teve um torneio de destaque no Eurobasket de 2022, onde registrou 20 pontos e três rebotes em uma vitória contundente contra a Grã-Bretanha, o que lhe rendeu o título de Jogador da Partida. Ele terminou o torneio com médias de 8,6 pontos, com 40% de aproveitamento nos arremessos de três pontos, e 5 rebotes em 25 minutos de jogo, ajudando a Estônia a terminar em 19º lugar entre 24 equipes.

## Vida pessoal
Drell vem de uma família com histórico no basquete. Seu pai foi um ex-jogador de basquete profissional. Sua mãe e irmã também foram jogadoras de basquete profissionais e fizeram parte da Seleção Feminina da Estônia.

## Estatísticas da NBA

#### Temporada regular
| Ano     | Equipe  | PJ | PT | MPJ | AP   | 3P   | LL   | RT  | AS  | BR | TO | PPJ |
| ------- | ------- | -- | -- | --- | ---- | ---- | ---- | --- | --- | -- | -- | --- |
| 2023–24 | Chicago | 4  | 0  | 7.5 | .400 | .333 | .500 | 1.0 | 1.0 | .5 | .3 | 2.8 |